# Tout est possible à Grenade
Pour plus de détails, voir Fiche technique et Distribution.
Tout est possible à Grenade (¡¡Todo es posible en Granada!!) est un film espagnol réalisé par José Luis Sáenz de Heredia, sorti en 1954.
Il a fait l'objet d'un remake en 1982 sous le même titre : Tout est possible à Grenade.

## Fiche technique
- Titre : Tout est possible à Grenade
- Titre original : ¡¡Todo es posible en Granada!!
- Réalisation : José Luis Sáenz de Heredia
- Scénario : José Luis Sáenz de Heredia et Carlos Blanco
- Musique : Ernesto Halffter
- Photographie : Theodore J. Pahle
- Montage : Julio Peña
- Société de production : Chapalo Films
- Pays :  Espagne
- Genre : Comédie et fantastique
- Durée : 90 minutes
- Dates de sortie : 
  - Espagne : 8 mars 1954

## Distribution
- Merle Oberon : Margaret Faulson
- Francisco Rabal : Fernando Ortega
- Peter Damon : Robbie
- Rafael Bardem : M. Taylor
- Félix Dafauce : M. Olivier
- Gustavo Re : Quincallero
- José Isbert : Joaquín
- José G. Rey : M. Cummings
- Antonio Fernández : Sereno

## Distinctions
Le film a été présenté en sélection officielle en compétition au Festival de Cannes 1954.